# Євсюков Юрій Степанович
Юрій Степанович Євсюков (*17 січня 1948, Улан-Уде, Бурятська АРСР, Російська РФСР) — радянський, український актор театру та кіно. Заслужений артист України (2007). Народний артист України (2017).

## Життєпис
У 41 рік 1989 закінчив Російський університет театрального мистецтва (ҐІТІС) за фахом «акторська майстерність» (викл. М. Захаров, А. Васильєв).
Працював у ряді українських театрів та у Москві.
У 1984—1988 та від 1995 — актор Харківського українського драматичного театру.
Досить пізно прийшов у акторську професію. Активно включився в український кінопроцес на межі 1980-90-тих років. Зіграв низку знакових ролей, зокрема у культовій стрічці «Вперед, за скарбами гетьмана!». Критики твердять, що його роботи відрізняє доброта, енергія, психологічна пронизливість та велетенський досвід. Досить популярний у кіноколах Російської Федерації.
Викладає у Харківському національному університеті мистецтв (кафедра майстерності актора).

## Фільмографія
- 1987 — «Березова гілка» (фільм-вистава) — Рем Степанович Кондаков, лікар-психіатр
- 1987 — «Голий» (короткометражний) — Кошкін
- 1987 — «Руда фея»
- 1991 — «Ніагара» — Аркадій Миколайович Перестукін
- 1993 — «Вперед, за скарбами гетьмана!»
- 1993 — «Дике кохання» — батько Максима
- 1993 — «Заручники страху» — комісар Мегре
- 1994 — «Дорога на Січ» — Ґанджа
- 1995 — «Будемо жити!» — чоловік у потойбічному світі
- 1995 — «Геллі і Нок» — рибалка
- 1997 — «Сьомий маршрут» - гід Данило Притуляк
- 1998 — «Тупік» — лейтенант міліції Остапчук
- 2001 — «Блюстителі пороку» — редактор
- 2009 — «День переможених»
- 2013 — «F63.9 Хвороба кохання»
- 2019 — «Маршрути долі»

та інших.